# Fritz Glaser
Fritz Glaser (auch Fritz Salo Glaser) (* 30. August 1876 in Zittau; † 18. Oktober 1956 in Dresden) war ein Dresdner Rechtsanwalt und Kunstsammler.

## Familienverhältnisse
- Eltern:
  - Michaelis Wolff Zeev Glaser (* 2. Februar 1850 in Wągrowiec, † 10. April 1922 in Zittau);
  - Theresa Glaser geb. Wertheim (* 20. Oktober 1849 in Wolsztyn, † 27. November 1927 in Zittau).
- Geschwister:
  - Herbert Chaim Glaser (* 4. August 1879 in Zittau, † 31. Dezember 1901 in Zittau);
  - Clara Schönberger geb. Glaser (* 27. August 1877 in Zittau, † 1942), letzter Aufenthalt Ghetto Baranawitschy.
- Ehefrau: ⚭ Friederike Wilhelmine Erna geb. Löffler (* 16. November 1890 in Freiberg in Sachsen).
- Kinder: Prof. Dr. Volkmar Glaser (1912–1997) und Agathe Glaser.

## Leben
Fritz Glaser legte seine Reifeprüfung 1896 am Gymnasium Zittau ab. Er studierte Jura und Musikwissenschaften und war ein Meisterschüler von Hugo Riemann. Die Erste Juristische Staatsprüfung legte er 1899 ab. Den juristischen Vorbereitungsdienst leistete er in Zittau und Dresden ab. Die Zweite Juristische Staatsprüfung folgte 1904. Gleichzeitig wurde Glaser aufgrund einer Dissertation über Die Rechtliche Natur des Verlöbnisses zum Dr. jur. promoviert.
Seit 1904 war er in eigener Kanzlei im Gebäude Wilsdruffer Straße 1 als Rechtsanwalt tätig. Einer seiner Schwerpunkte war Steuerrecht. Das Gebäude war der Vorgänger des 1956 fertiggestellten Centrum-Warenhauses an der Ecke Altmarkt-Westseite und Wilsdruffer Straße. Heute befinden sich in dem Gebäude ein Zugang zur Altmarkt-Galerie und das Café Kreutzkamm. Später verlegte er die Kanzlei in die Münchner Straße 34, in die Südvorstadt, schräg gegenüber dem Landgericht Münchner Platz.

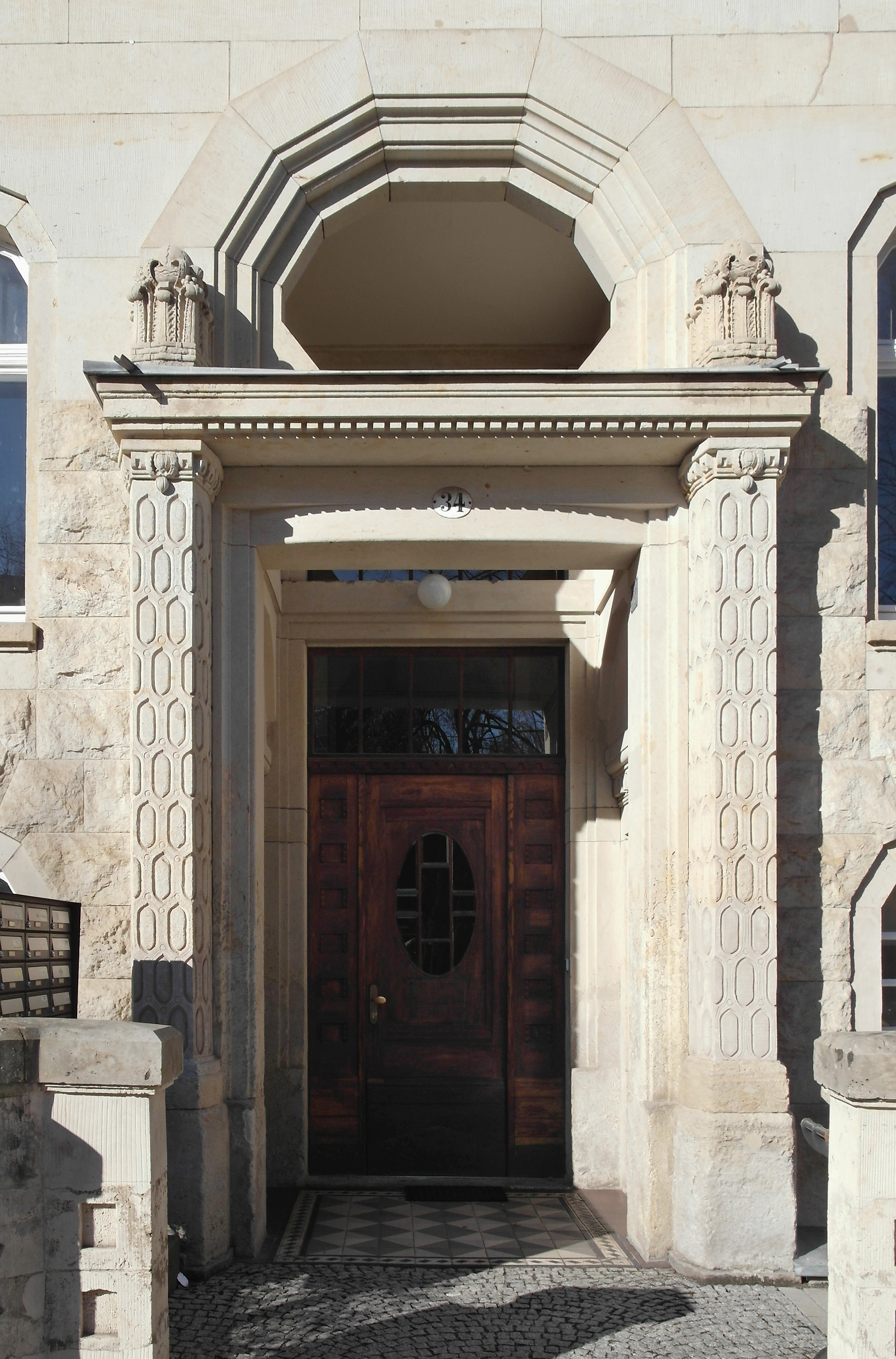
Münchner Straße 34

1905 fügte Glaser mit Genehmigung des Innenministeriums seinem Vornamen Salo den Rufnamen Fritz hinzu. 1915 wurde er als Kriegsfreiwilliger zum Königlich-Sächsischen Fußartillerieregiment Nr. 19 eingezogen. Bis 1918 leistete Glaser Kriegsdienst, davon ein Jahr an der Front, zuletzt im Range eines Vizefeldwebels. Er wurde mit dem Eisernen Kreuz zweiter Klasse und der Friedrich-August-Medaille ausgezeichnet. Nach dem Ersten Weltkrieg beschäftigte sich Glaser mit sozialistischen Gedankengut. In der Villa des Zigarettenfabrikanten Adolph Coellenbusch, der Präsident der Dresdner Industrie- und Handelskammer war, hielt Glaser einen Vortrag zum Thema Kommunismus und kultureller Fortschritt. Er legte aber Wert auf die Feststellung, dass er sich nicht parteipolitisch betätigte. Glaser wurde Mitglied in der Deutschen Liga für Menschenrechte, der Gesellschaft der Freunde der Sowjetunion, des Reichsbanners Schwarz-Rot-Gold, dem Deutschen Monistenbund und in der Esperanto-Gesellschaft. Nennenswert mitgearbeitet hat Glaser in diesen Organisationen nicht.

## Wissenschaftliche Tätigkeit
Nach eigenen Angaben hatte Glaser wenigstens 100 Veröffentlichungen in Tageszeitungen und Fachzeitschriften. Er gab zwei Aufsätze ab als Stellungnahmen zum Vorentwurf für ein Deutsches Strafgesetzbuch von 1909, den das Reichsjustizamt von 1910 bis 1913 zum amtlichen Entwurf weiterentwickeln sollte. Zu Sittlichkeitsdelikten vertrat er die Ansicht, dass Homosexualität nicht bestraft gehöre, weil von ihr keine nennenswerte gesellschaftliche Gefährdung ausginge. Bei Religionsdelikten hielt er den Straftatbestand der Gotteslästerung für entbehrlich, da durch die Lästerung das Rechtsgut des Glaubens nicht verletzt werden könne.

### Presse und Justiz: Gerichtsberichterstattung
In seinem Buch: Das Verhältnis der Presse zur Justiz schildert Glaser die Gebräuche und rechtlichen Probleme in der Berichterstattung bei Strafsachen in der ausgehenden deutschen Kaiserzeit. Die Qualität der Gerichtsberichte beschreibt er als schlecht. Auf der einen Seite würden Nebensächlichkeiten wie Gelächter im Publikum, sitzungspolizeiliche Maßnahmen der Vorsitzenden und sexuelle Momente mit geringem Einfluss auf das Geschehen überbetont. Auf der anderen Seite herrsche ein oft unverständlicher Stil und es würde über unwichtige Verfahren berichtet.
Als Abhilfe schlägt er eine bessere Journalistenausbildung vor. Nachahmenswert sei der an der Universität Bern eingerichtete Studiengang Journalistik. Dort würde neben den Grundlagenfächern Philosophie und Literatur auch praktische Fächer wie Nationalökonomie, Soziologie, Staats- und Verfassungsrecht und Kriminalpolitik gelehrt. Nützlich sei auch, dass die Hochschule für Kommunalverwaltung in Köln 1914 einen Fortbildungskurs zum gesamten Pressewesen einschließlich Pressebetriebswirtschaft geben würde. Einen besonderen Versuch zur Verbesserung der Gerichtsberichterstattung habe das Bezirksgericht Zürich unternommen. Dort werde Journalisten Einsicht in Strafakten gewährt. Allerdings würde andernorts in der Schweiz Gerichte der Presse mit Misstrauen oder Feindseligkeit begegnen.
Eine Belastung im Verkehr zwischen Gerichten und Presse nannte Glaser das strafrechtliche Verbot, amtliche Schriftstücke aus einem Prozess zu veröffentlichen, bevor sie in öffentlicher Verhandlung kundgetan wurden oder das Verfahren sein Ende erreicht hat. Als Strafe sei Geld- oder Gefängnisstrafe vorgesehen. § 17 des Gesetzes über die Presse vom 7. Mai 1874 sei einem französischen Gesetz von 1849 nachempfunden und ins preußische Pressegesetz gelangt. Die Vorschrift solle die Unbefangenheit und Unbeeinflusstheit der Prozessbeteiligten, insbesondere der Zeugen, schützen. Die Vorschrift sei aber unnütz, weil die Berufsrichter den Akteninhalt kennten, und nur die Schöffen und Geschworenen nicht. Wer Zeugen beeinflussen wollte, würde nicht auf die Vorlage von Gerichtsberichten zurückgreifen. Es gebe häufig Strafprozesse wegen unerlaubter Veröffentlichung, wobei die auftretenden Zweifelsfragen uneinheitlich entschieden würden. Die Vorschrift solle deshalb ersatzlos abgeschafft werden. Sie existiert aber heute noch weiter als § 353 d StGB. Das Bundesverfassungsgericht hielt die Vorschrift für vereinbar mit dem Grundgesetz. Zur Vermeidung einer Strafbarkeitsfalle bei geringem Unrecht wird die Vorschrift einschränkend ausgelegt.
Anders als heute nannten Zeitungsberichte in der Kaiserzeit grundsätzlich den Namen von Angeklagten und Opfern. Die Presseverbände hielten an dieser Praxis fest, weil es ohne Namensnennung kein Interesse an Gerichtsberichten gäbe. Glaser forderte die Presse auf, zur Vermeidung der gesellschaftlichen Ächtung der Betroffenen auf die Namensnennung zu verzichten. Ein gesetzliches Verbot hielt er indes nicht für empfehlenswert, weil er befürchtete, dass den Zeitungen bei Namensnennung Geldzahlungen abverlangt werden könnten. Lobend erwähnte Glaser, dass sich die Presse verständigt hätte, bei minderjährigen Tätern und Opfern nur noch die Anfangsbuchstaben der Namen zu nennen.
Das Thema: Das Verhältnis der Presse zur Justiz bearbeitete Glaser in einem vom Verein Recht und Wirtschaft ausgelobten Wettbewerb. Er erhielt unter elf Einsendungen den ersten Preis, der mit 1.000 Mark dotiert war.

### Besitzsteuergesetz
1917 beschrieb Glaser das neuartige Besitzsteuergesetz, das die Geldnot des aufrüstenden Kaiserreiches beheben sollte. Zur Fertigstellung des Buches erhielt Glaser Sonderurlaub vom Fronteinsatz. Das Besitzsteuergesetz war in seiner Ausgestaltung das Ergebnis eines Machtkampfs zwischen dem Bundesrat, den in ihm vertretenen Einzelstaaten und dem Reichstag und dem Reich. Der erste Gesetzentwurf beruhte auf Vorstellungen, die auf einen Staatenbund gepasst hätten. Insgesamt sollten die 25 Einzelstaaten 82 Mio. Mark an das Reich abführen. Die Anteile der Einzelstaaten sollten aber nicht nach ihrer Kopfzahl, sondern nach der Höhe des Steueraufkommens berechnet werden. Einzelstaaten mit ärmerer Bevölkerung sollten nicht benachteiligt werden.
Anliegen des Reichstags war es aber, bundeseinheitliche Regeln für alle 25 Einzelstaaten zu schaffen. Der Reichstag konnte sich hier ohne viel Gegenwehr der Einzelstaaten im Bundesrat durchsetzen und führte die Besitzsteuer als erste in regelmäßigen Abständen zu erhebende Reichsteuer ein. Die Bezeichnung als Besitzsteuer war freilich irreführend, denn es wurde nicht der Besitz besteuert, sondern der in Drei-Jahres-Abständen zu ermittelnde Vermögenszuwachs. Anfangsvermögen war das Vermögen des Steuerpflichtigen zum 31. Dezember 1913, Endvermögen sein Vermögen am 31. Dezember 1916. Die Differenz zwischen Endvermögen und Anfangsvermögen war der Vermögenszuwachs, wenn das Endvermögen größer war als das Anfangsvermögen. Ab einem Zuwachs von 10.000 Mark fiel die Steuer an. Alle drei Jahre sollte die Steuer erhoben werden. Die Steuer wurde nicht von Reichsbehörden, sondern von den Steuerbehörden der Einzelstaaten erhoben.

## Wiederaufnahme der Anwaltstätigkeit nach 1918
1918 nahm Glaser seine Berufstätigkeit als Rechtsanwalt wieder auf. 1919 verteidigte er Kriegsversehrte aus Dresdner Lazaretten, die wegen der Kürzung ihrer Invalidenbezüge den sozialdemokratischen sächsischen Kriegsminister Gustav Neuring von der Augustusbrücke in die Elbe warfen und den Schwimmenden erschossen. 1920/1921 verteidigte er einen Teilnehmer des bewaffneten Aufstandes um Max Hoelz, der wegen bewaffneten Raubes vor dem Landgericht Dresden angeklagt war. Nach Gründung der Roten Hilfe Deutschlands am 1. Oktober 1924 war Glaser einer ihrer 340 Vertragsanwälte, zu denen auch Hans Litten gehörte. Er vertrat Mandanten in den Landgerichtsbezirken Dresden, Freiberg und Bautzen. 1926 wurde er gegen seinen Willen durch das KPD-Mitglied Rolf Helm ersetzt.

## Kunstsammler und Mäzen

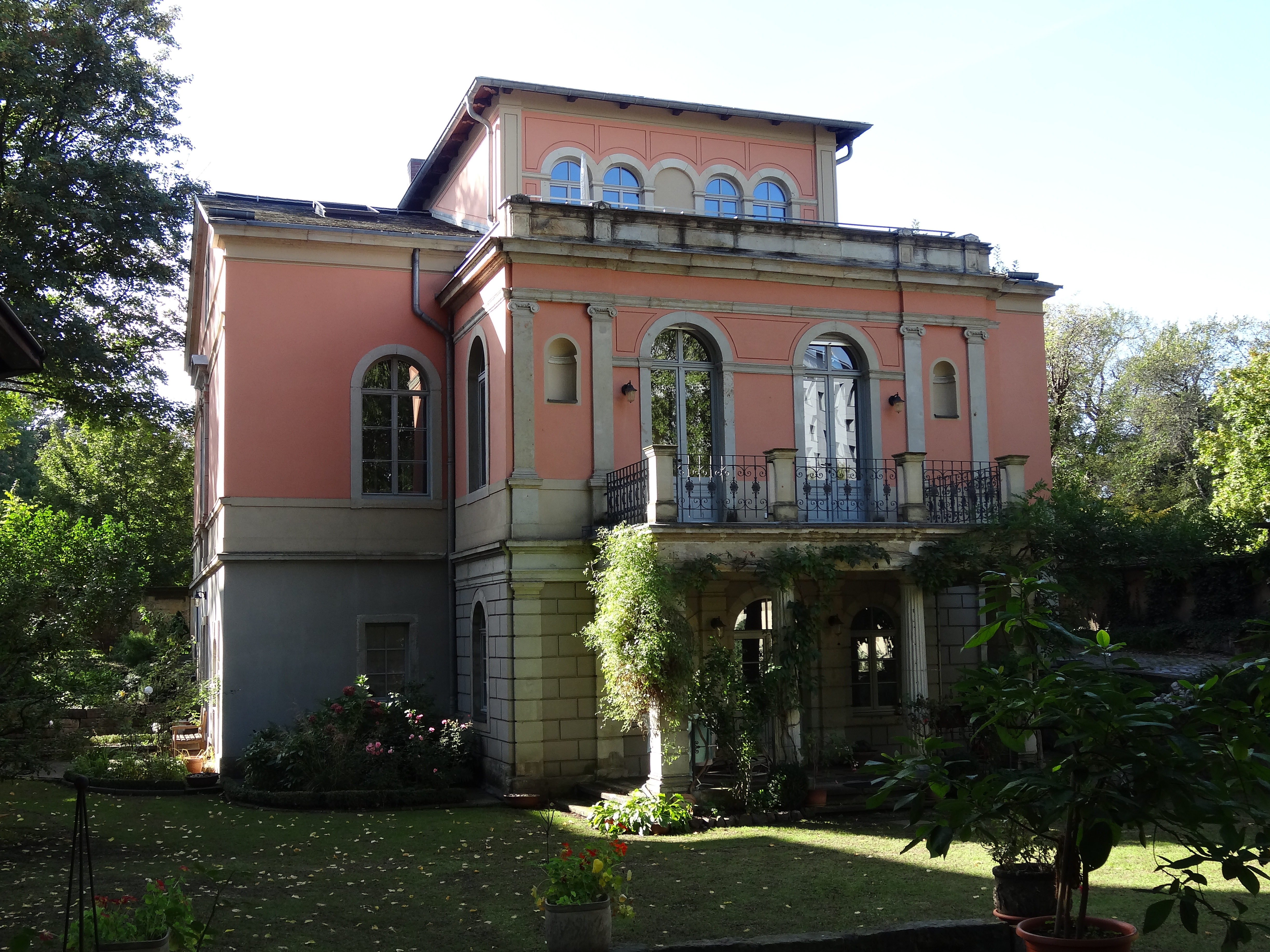
Glasers Wohnhaus, Gartenseite, Bergstraße 23, vormals Villa Olga

Glaser war Kunstsammler und Mäzen. In seiner Sammlung von ungefähr 1.500 Stücken waren Gemälde und Zeichnungen hauptsächlich von Künstlern der Dresdner Sezession 1919–1922 vertreten, unter anderem von Wilhelm Lachnit, Otto Griebel, Gela Forster, Karl Schmidt-Rottluff, Conrad Felixmüller, Ludwig Godenschweg, Paul Klee, Oskar Kokoschka, Otto Dix. Außerdem besaß er Bilder von Wassily Kandinsky, Erich Fraaß und Christoph Voll; 1923 erwarb er das Gemälde Sultan & Dame (1919) von Emil Nolde. Otto Dix malte Glaser 1921 und mit Ehefrau und beiden Kindern 1925. Zwischen 1924 und 1933 wurde Glasers Wohnhaus in der Bergstraße 23 ein beliebter Treffpunk von Künstlern der Dresdner Sezession; die Bewirtung war sehr begehrt, besonders während des Inflationsjahres 1923. Er erwarb 1929 das Gruppenbild Kokoschkas Die Freunde (1917/1918); es blieb bis 1942 in seiner Sammlung. Die Mittel eines Rechtsanwalts waren geringer als die eines Industriellen. Ein Bild von Otto Dix erwarb er für 2.500 Reichsmark in Raten. Oskar Kokoschka war unglücklich darüber, dass er an Advokaten verkaufen musste.

## Verfolgung durch Nationalsozialisten
Nach der Machtergreifung durch die Nationalsozialisten wurde Glaser 1933 die Zulassung zur Rechtsanwaltschaft entzogen. Seine Eltern waren beide Juden, so dass er unter das Gesetz über die Zulassung zur Rechtsanwaltschaft fiel. Zwar war Glaser schon vor 1914 Rechtsanwalt und Frontkämpfer des Ersten Weltkriegs, so dass ihm das Frontkämpferprivileg zu gewähren war und ihm die Zulassung nicht hätte entzogen werden dürfen. Der sächsische Justizminister Otto Georg Thierack berief sich darauf, dass Glaser sich kommunistisch betätigt habe, indem er im Hause von Adolph Collenbusch den Vortrag über Kommunismus und kulturellen Fortschritt gehalten habe. Seine Tätigkeit im Rahmen der Roten Hilfe und zugunsten weiterer Angeklagter wurde im Ministerschreiben nicht erwähnt. Glaser vermutete, dass nicht der Vortrag ausschlaggebend gewesen sei, sondern die Strafverteidigung von Kommunisten vor Dresdner Gerichten. Er wurde aber als Steuerberater zugelassen, wobei die Finanzverwaltung über die Tätigkeit für die Rote Hilfe hinwegsah. 1937 endete auch diese Zulassung. Nach der Judenvermögensabgabe hatte Glaser beginnend im Dezember 1938 ratenweise 23.250 RM zu bezahlen. Gleichzeitig war es ihm als Juden verboten, sein Sachvermögen auf dem freien Markt zu verkaufen. Verkäufe waren nach damaligen Vorschriften illegal, und deshalb vernichtete Glaser die in seinem Privathaus Bergstraße 23 vorhandenen Verzeichnisse und Urkunden.
Nach der Reichspogromnacht am 9. November 1938 floh Glaser nach Berlin, um einer Einweisung in das Konzentrationslager Buchenwald zu entgehen. Er erhielt eine Warnung entweder von einem Beamten der Gestapo oder der Schutzpolizei. Nach Rückkehr aus Berlin wurde Glaser drei Wochen lang in der Haftanstalt Mathildenstraße festgehalten. Er entkam aber dadurch einer Deportation in das Konzentrationslager Buchenwald. Nach dem Versuch Georg Elsers am 8. November 1939, Adolf Hitlers Leben ein Ende zu setzen, wurde Glaser verhaftet und kam für vier Wochen in das Polizeigefängnis in der Schießgasse. Nach seiner Freilassung aus dem Polizeigefängnis ging Glaser wieder nach Berlin. Er fühlte sich im unübersichtlicheren Berlin, wo 1939 noch 82.457 Juden lebten, sicherer als in Dresden, wo nur noch 1.676 Juden lebten. Den Aufenthalt in Berlin beendete Glaser Ende 1941, weil die Razzien und Massendeportationen 1941 auch in Berlin begannen, und kehrte nach Dresden zurück.  Glaser hatte Zwangsarbeit in einer Wäscherei und als Gepäckträger bei der Deutschen Reichsbahn zu leisten. Glaser verlor seine bisherige Zuversicht und seinen Lebensmut, obwohl er immer noch über den Dingen stand.

### Bilderverkäufe zur Sicherung des Lebensunterhalts
In den drei letzten Kriegsjahren verkaufte er weitere Bilder aus seiner Sammlung. Nach dem Krieg fand man beim Berliner Sammler Conrad Doebbecke das Bild „Sultan & Dame“ von Emil Nolde und die beiden Bilder von Glaser und seiner Familie. In einem unvollständig erhaltenen Brief an seinen Sohn Volkmar erwähnte Glaser Verhandlungen über den Verkauf zweier Bilder von Otto Dix an eine Privatperson. Das Gruppenbild Kokoschkas Die Freunde (1917/1918) verkaufte Glaser, zusammen mit einigen anderen Werken, im Sommer 1942 an den Dresdner Unternehmer Hans Dittmayer (1892–1946). Dieser hatte in den 1920er-Jahren zu sammeln begonnen, zunächst preisgünstige Arbeiten auf Papier von jüngeren Künstlern aus dem Dresdner Umfeld. Mit dem wirtschaftlichen Erfolg seiner Reißverschlussproduktion erweiterte er schrittweise seine Kollektion um Ölbilder. Diese erreichte nach 1940 ihren Höhepunkt. Der von den Nationalsozialisten verfemte deutsche Expressionismus wurde zu einem Schwerpunkt Dittmayers. Er ließ die 40 wertvollsten Bilder 1943/44 nach Prag verbringen. Mit einem neuen Eigentümer des Kokoschka-Gemäldes kam es zu einem Vergleich. Das auf zehn Millionen Euro versicherte Gemälde wurde zurück nach Prag transportiert.
Am 13. Februar 1945 trug Victor Klemperer nach Aufforderung durch den Vertrauensmann der Reichsvereinigung der Juden in Deutschland, Dr. Ernst Neumark, Gestellungsbefehle an die wenigen noch verbliebenen Juden in Dresden aus. Sie hatten sich am 16. Februar 1945 im Judenhaus Zeughausstraße 1 einzufinden. Glaser sollte am 17. Februar 1945 ins Ghetto Theresienstadt deportiert werden. Ab 22:03 Uhr bombardierten 244 britische Lancaster-Bomber die Dresdner Innenstadt. Während Klemperer bombardiert wurde und nach Dresden-Klotzsche und Kamenz flüchtete, blieb Glaser in seinem Wohnhaus in der Bergstraße 23. Er flüchtete in Richtung Dippoldiswalde und verbarg sich und seine Familie in einem Bauernhaus.

## Verfolgung durch die SED
Im Sommer 1945 wollte Glaser am Neuaufbau der Verwaltung mitwirken. Er sondierte, ob er Oberfinanzpräsident oder Strafkammervorsitzender am Landgericht Dresden werden könnte. Er wurde dann im Justizministerium Referent für die Bereinigung des Strafrechts von Vorschriften mit nationalsozialistischem Gedankengut. Seine Vorgesetzten legten Glaser bald eine Trennung nahe, weil er mit der ministeriellen Arbeitsweise nicht zurechtkam. Am 15. April 1946 wurde Glaser wieder als Rechtsanwalt zugelassen. Entschädigung für die Vermögensverluste erhielt Glaser nicht, er wurde aber zunächst als Opfer des Faschismus anerkannt.

### Strafverteidigung im Dresdner Juristenprozess
Als Pflichtverteidiger verteidigte Glaser vier Richter und einen Staatsanwalt in einem zur gleichzeitigen Verhandlung verbundenen Strafverfahren. Den Richtern wurde vorgeworfen, im Dritten Reich Todesurteile und zahlreiche Urteile mit Zuchthausstrafen erlassen zu haben. Dem Staatsanwalt wurde vorgeworfen, in einer Strafsache gegen tschechische Widerstandskämpfer fünf Todesurteile und drei hohe Zuchthausstrafen beantragt zu haben. Die jeweiligen Taten seien als Beihilfe zu Mord und Freiheitsberaubung zu werten. Die angeklagten Juristen bestritten die ihnen zur Last gelegten Sachverhalte nicht. In zwei Fällen beantragte die Staatsanwaltschaft Todesstrafen, in drei Fällen langjährige Zuchthausstrafen.
In seinem Plädoyer hielt sich Glaser an die von Ernst Fraenkel entwickelte Theorie vom Doppelstaat: Danach bestand das Herrschaftssystem im nationalsozialistischen Staat aus zwei Bereichen. Ein Bereich war der Normenstaat, der auf tradierten Vorschriften beruht, und der andere Bereich der Maßnahmenstaat, der auf ideologischer und politischer Zweckverfolgung beruht. Die von ihm vertretenen Juristen hätten im Bereich des Normenstaates gehandelt und sich an das geschriebene Recht gehalten. Den Maßnahmen- und Mörderstaat hätten nicht die angeklagten Juristen verwirklicht, sondern Hitler, Himmler und ihre Schergen in den Konzentrationslagern.  Glaser beantragte, die von ihm vertretenen Angeklagten freizusprechen. Die richterliche Tätigkeit in Hochverratssachen sei keine unmenschliche Teilnahme an Hitlers Terrorpolitik und damit kein Verstoß gegen Art. II 1 c des Kontrollratsgesetzes Nr. 10 vom 20. Dezember 1945, wie beispielsweise die Teilnahme an einem Judenpogrom. Staatsschutzdelikte seien nicht erst im Dritten Reich eingeführt worden, sondern hätten schon vorher bestanden; nur die Strafdrohungen seien verschärft worden. Überdies hätten lange Freiheitsstrafen der Justiz die Betroffenen oft vor der Gestapo und dem Konzentrationslager gerettet.
Das Urteil in erster Instanz erging am 2. Juni 1947. Die von Glaser verteidigten Angeklagten wurden zu vergleichsweise milden Strafen verurteilt. Der Präsident eines Strafsenats beim Oberlandesgericht Dresden, der 500 Urteile mit Todes- und Zuchthausstrafen ausgesprochen hatte, wurde zu sechs Jahren Zuchthaus verurteilt. Er starb in der Haft. Die übrigen angeklagten Juristen wurden zu zwei und drei Jahren Zuchthaus und in zwei Fällen zu je einem Jahr und zwei Monaten Gefängnis verurteilt. Ein Staatsanwalt, der als einziger Angeklagter nicht von Glaser vertreten wurde, erhielt drei Jahre Zuchthaus, weil er gegen den tschechischen Zwangsarbeiter Josef Růžička, der zwei Lampen zerstört hatte, die Todesstrafe beantragt hatte und der Antrag erfolgreich war.
Die SED, die auf sowjetische Veranlassung in Strafsachen grundsätzlich bei der Strafzumessung ein Recht auf Letztentscheidung zur Verwirklichung sowjetischer Vorstellungen wahrnahm, hielt das Strafmaß in erster Instanz für zu niedrig. Sie beschuldigte Glaser öffentlich in der Presse der Begünstigung von Nazis. Außerdem habe das Plädoyer Glasers auch bei dem von ihm nicht verteidigten Angeklagten für eine zu milde Strafe gesorgt. Keine Kritik übte die SED an der Strafkammer und an deren Vorsitzenden Fritz Köst, obwohl das Urteil die Strafen auch mit der Abkehr von den unverhältnismäßigen Strafen der NS-Zeit begründete. Den Chefredakteur Dr. Lechner des Sächsischen Tageblatts, einer Zeitung der LDPD, ließ sie mit einer Geldstrafe belegen und absetzen, weil er über die Urteile zustimmend berichtet hatte.

### Widerruf der Anerkennung als Opfer des Faschismus
Am 3. Juni 1947, also am Tag nach der Urteilsverkündung entzog die Prüfungskommission des Ortsausschusses Dresden für die Opfer des Faschismus Glaser die Anerkennung dieses Status. Glaser wehrte sich schriftlich, blieb aber erfolglos. Zur Aberkennung des Status als Opfer des Faschismus nahm die jüdische Gemeinde Stellung. Nach ihrer Auffassung hätte Glaser die Strafverteidigung nicht übernehmen dürfen. Außerdem hätte er im Plädoyer nicht auf seine eigene Verfolgung durch die Nationalsozialisten hinweisen dürfen, denn er sei 1922 aus der Jüdischen Gemeinde ausgetreten. Dabei wurde nicht berücksichtigt, dass nach der Ersten Verordnung zum Reichsbürgergesetz die Verfolgung von Juden nicht auf der Zugehörigkeit zu einer Jüdischen Gemeinde beruhte, sondern  auf der Abstammung von zwei volljüdischen Großeltern. Der Kreisvorstand der Vereinigung der Verfolgten des Naziregimes stimmte der Jüdischen Gemeinde zu. Berichterstatter der Sitzung am 7. Juli 1947 war Victor Klemperer, der sich am 15. Juni 1947 mit Eva Schulze-Knabe abgestimmt hatte. Ein selbst verfolgter Strafverteidiger dürfe unter keinen Umständen für einen Nazi eintreten. Dieser Auffassung schloss sich auch die Dresdner OdF-Prüfungskommossion am 21. Juni 1950 an.
In einem Wiederaufnahmeverfahren gegen die angeklagten Juristen auf der Basis des SMAD-Befehls 201 vom 16. August 1947 wurden die Strafen am 29. Juni 1948 beträchtlich angehoben und auf Zuchthausstrafen zwischen drei und zwölf Jahren und in einem Fall auf eine Gefängnisstrafe von drei Jahren erkannt.

### Erneuter Kampf um den Lebensunterhalt
Glaser war nach Aberkennung des Status als Opfer des Faschismus von Neuem darauf angewiesen, seinen Lebensunterhalt durch den Verkauf restlicher Kunstwerke zu sichern. Glaser wurde von den Gerichten nicht mehr zum Pflichtverteidiger oder Armenanwalt bestellt. Er bemühte sich 1953 um eine Aufnahme in das Rechtsanwaltskollegium. Der Antrag wurde abgelehnt, weil Glaser mit 77 Jahren zu alt sei. Das Ministerium der Justiz der DDR untersagte Glaser 1955 die weitere Berufstätigkeit, als er im 79. Lebensjahr stand. Glaser starb verarmt im Jahre 1956. Die für Opfer des Faschismus vorgesehene Rente erhielten Witwe Erna und Tochter Agathe nicht. Erna Glaser bat den Volkskammerpräsidenten Johannes Dieckmann und Linda Ansorg, Oberrichter am Groß-Berliner Kammergericht, die bei Justizministerin Hilde Benjamin hoch angesehen war, um eine Intervention. Beide Interventionen blieben erfolglos.
Das Familienbildnis von Otto Dix aus dem Jahr 1925 ist seit 1957 im Besitz der Staatlichen Kunstsammlungen Dresden und hängt in der Galerie Neue Meister. Das Portrait seines Vaters verkaufte Volkmar Glaser an die Galerie der Stadt Stuttgart. Das Gemälde wurde 1999 bei Sotheby’s versteigert und gehört heute Ronald S. Lauder, Präsident des Jewish National Fund von 1997 bis 2007, und seit 2007 Präsident des Jüdischen Weltkongresses (WJC).

## Der Schwabinger Kunstfund
In der Münchner Wohnung des Privatiers Cornelius Gurlitt, Sohn des Kunsthändlers Hildebrand Gurlitt, wurden 2013 im Zuge eines steuerstrafrechtlichen Ermittlungsverfahrens 1280 Kunstwerke gefunden. Der Vorgang erhielt die Bezeichnung Schwabinger Kunstfund. Bei 499 Gemälden bestand der Verdacht, dass sie als Raubkunst in den Besitz des Kunsthändlers Hildebrand Gurlitts und seines Erben Cornelius Gurlitt gelangt sind. Gurlitt konnte über das Vermögen verfügen und setzte die Stiftung Kunstmuseum Bern zur Alleinerbin ein, die die Erbschaft annahm.
In die Lost Art-Datenbank haben die Erben der Familie Glaser Suchmeldungen zu folgenden Bildern eingestellt:
- Otto Dix: Elsa, die Gräfin, 1921
- Paul Klee: Landschaft mit blauen und roten Bäumen, 1920
- Paul Klee: Mit dem Chinesen, 1920
- Paul Klee: Hafenbild, 1918
- Paul Klee: Braune Tanne, 1921
- Emil Nolde: Sultan & Dame, 1919
- Emil Nolde, Seerosen II, 1919

In der Datenbank der Stiftung Kunstmuseums Bern, ist bei drei Bildern vermerkt: „Es liegen jedoch Hinweise auf NS-Raubkunst und / oder auffällige Begleitumstände vor.“ Dabei handelt es sich um:
- Otto Griebel: die Verschleierte, 1926
- Wilhelm Lachnit: Mann und Frau am Fenster, 1923
- Wilhelm Lachnit, Mädchen am Tisch, 1929

## Wissenschaftliche Aufarbeitung
Auf Anregung von Gerald Hacke, einem Mitarbeiter der Gedenkstätte Münchner Platz, untersuchten sechzehn Schüler des Dresdner Erlwein-Gymnasiums die zwei größeren Dresdner Juristenprozesse des Jahres 1947 und 1948. Sie erstellten mit selbstgedrehtem Filmmaterial eine einstündige Dokumentation über die Juristenprozesse und ihre Folgen mit dem Titel: „Der Dresdner Juristenprozess 1947: Ein Skandal“. Sie gewannen den ersten Preis im Geschichtswettbewerb des deutschen Bundespräsidenten 2010/2011.
Das Haus Glaser in Dresden wird jetzt als Veranstaltungs- und Seminarhaus genutzt.